# Trendnieuws
Trendnieuws is een Nederlandse nieuwswebsite. De site wordt beschouwd als clickbaitsite.
Met meer dan 1,9 miljoen 'interacties' (reacties, 'vind-ik-leuks' en shares) stond de pagina in 2017 in de top 25 van Facebook-pagina's die in Nederland de meeste interactie genereerden. Het is geen journalistiek medium en de inhoud omvat verhalen over het dagelijks leven, bekende personen, dieren en gezondheid.
Volgens Trendnieuws wordt de inhoud verzorgd door een organisatie die wordt aangeduid als the Daily Bloggers Group:
Wij zien onszelf absoluut niet als journalistiek medium (dit wordt vaak wel zo gedacht). […] Onze missie is puur vermaak en dat alles vaak ook nog eens met een knipoog.— the Daily Bloggers Group